# Michael Heads
Michael J. Heads, né en 1957, est un botaniste néo-zélandais qui a travaillé au district écologique de Spenser, au Nord de l'île du Sud, en Nouvelle-Zélande. Il a enseigné la botanique à l'université d'Otago de Dunedin, puis au département des sciences biologiques de la faculté des sciences de l'université du Zimbabwe de Harare.

## Quelques publications
- Michael J. Heads. 2012, Molecular Panbiogeography of the Tropics. Species and Systematics, éd. Univ. of California Press, 566 pp.  (ISBN 0-520-27196-3)
- Robin c. Craw, John R. Grehan, Michael J. Heads. 1999, Panbiogeography: tracking the history of life, éd. Oxford University Press. 229 pp.  (ISBN 0-19-507441-6),  (ISBN 9780195074413)
- Michael J. Heads. 1987, Leonohebe, in: Bot. Soc. Otago Newsl. 5: 4 (1987)